# ウファ川
ウファ川（ウファがわ、ロシア語: Уфа、バシキール語: Ҡариҙел）は、ロシアのチェリャビンスク州、スヴェルドロフスク州およびバシコルトスタン共和国を流れる川である。ベラヤ川の支流にあたり、全長918km、流域面積は53,100km2におよぶ。10月の終わりから12月の初めまでには凍り、4月から5月まで残る。